# Waidmannsdank
Waidmannsdank ist ein Fernsehfilm aus der Landkrimi-Filmreihe aus dem Jahr 2020 von Daniel Prochaska mit Jutta Fastian, Pia Hierzegger, Helmut Bohatsch, Robert Stadlober und Peter Raffalt. Das Drehbuch von Pia Hierzegger basiert auf dem gleichnamigen Roman (2016) von Alexandra Bleyer. Nach Wenn du wüsstest, wie schön es hier ist (2015) ist dies der zweite Landkrimi aus Kärnten.

## Handlung
Aus einer kleinen Kärntner Gemeinde, in der jeder jeden kennt und Vieles untereinander ausgemacht wird, sind viele Bewohner abgewandert. Geblieben sind meist ledige Männer, darunter einige Jäger wie Aufsichtsjäger Flattacher, Harry Weinisch und Hannes Guggenbauer senior. Diese treffen sich am Abend im einzigen noch nicht geschlossenen Lokal, in Gretls Bad Stüberl, der Bar des örtlichen Schwimmbades.
Nachdem Ernst Huber, einer der Dorfbewohner, beim Sturz von einem Hochstand stirbt, gehen die Polizistin Martina Schober und ihr Chef Georg Treichel zunächst von einem Unfall aus. Allerdings stellt sich bald heraus, dass eine der Sprossen der Leiter präpariert wurde. Bei ihren Ermittlungen erhalten die Polizisten Unterstützung von Oberinspektorin Ilse Acham aus Klagenfurt. Eigentümer des Hochstandes ist Hannes Guggenbauer senior, möglicherweise wollte der Täter eigentlich den Eigentümer des Hochstandes treffen. Gefunden wurde das Opfer von Aufsichtsjäger Flattacher. Guggenbauer senior hatte Flattacher vor Jahrzehnten die Frau ausgespannt. Polizistin Martina Schober ist die Tante von Guggenbauer junior, sie hatte sich nach dem Tod von dessen Mutter um ihn gekümmert.
Guggenbauer senior möchte den Hof verkaufen, sehr zum Missfallen seines Sohnes Guggenbauer junior, der plant, am Hof zu bleiben und Betti Skawronek zu heiraten. Diese möchte sich allerdings nicht binden und die Welt sehen. Bald darauf erfolgt ein Anschlag mit einer Schusswaffe auf das Auto von Guggenbauer senior, der diesen leicht verletzt überlebt. Treichel, der das Auto des betrunkenen Bauern gelenkt hatte, wird dabei dagegen schwer verletzt und liegt im Koma. Guggenbauer hatte zuvor einen Drohbrief erhalten, auf dem sich aber nur dessen eigene DNA befindet. Schober und Acham verdächtigen Flattacher, den Anschlag auf Guggenbauer senior verübt zu haben und lassen daher dessen Gewehre untersuchen.
Gretl, die Betreiberin von Gretls Bad Stüberl, die mit Flattacher eine Beziehung hat, meldet ihn nach dem Begräbnis von Ernst Huber als vermisst. Gretl gibt Flattacher für die Nacht, in der Treichel verunglückt ist, ein Alibi, er soll bei ihr gewesen sein. Von Harry Weinisch erfährt Guggenbauer junior, dass sich sein Vater mit dem Geld vom Verkauf des Hofes mit Betti ein neues Leben auf Grado aufbauen möchte. Weinisch hatte Guggenbauer senior an den Käufer vermittelt. Guggenbauer junior dagegen möchte den Verkauf unbedingt verhindern. In der Folge kommt es zum Streit zwischen Weinisch und Guggenbauer junior, bei dem Weinisch von einem an der Wand hängenden Geweih aufgespießt und getötet wird.
Anschließend sucht Guggenbauer junior seinen Vater auf und bedroht diesen mit der Waffe. Flattacher versucht Guggenbauer junior zu entwaffnen, dabei löst sich ein Schuss, durch den Guggenbauer senior tödlich getroffen wird. Guggenbauer junior stürzt sich daraufhin vor den Augen seiner Tante in einer Klamm in die Tiefe und stirbt ebenfalls. Georg Treichel erwacht schließlich aus dem Koma.

## Produktion
Die Dreharbeiten fanden vom 8. Oktober bis zum 6. November 2019 statt, gedreht wurde im Kärntner Mölltal. Drehorte waren unter anderem Obervellach und Kolbnitz.
Produziert wurde der Film von der österreichischen Mona Film und der deutschen Tivoli Film der Produzenten Gerald Podgornig und Thomas Hroch, beteiligt waren der Österreichische Rundfunk und das ZDF, unterstützt wurde die Produktion vom Fernsehfonds Austria, der Carinthia Film Commission und dem Land Kärnten.
Die Kamera führte Matthias Pötsch. Für das Kostümbild zeichnete Elisabeth Fritsche verantwortlich, für die Ausstattung Verena Wagner, für den Ton Wolfgang Wanderer und für das Maskenbild Sam Dopona und Verena Eichtinger. Für Regisseur Daniel Prochaska, der zuvor die ORF-Stadtkomödie Geschenkt (2018) und den Kinofilm Das schaurige Haus (2020) inszenierte, war dies der erste Landkrimi.

## Veröffentlichung
Die Premiere erfolgte am 30. Oktober 2020 bei den Biberacher Filmfestspielen, die Erstausstrahlung im ORF am 15. Dezember 2020. Im ZDF wurde der Film am 31. Mai 2021 erstmals gezeigt.

## Rezeption

### Kritiken
Tilmann P. Gangloff vergab auf tittelbach.tv vier von sechs Sternen und befand, dass die Bildgestaltung gerade wegen der spätherbstlichen Nebellandschaften ausgezeichnet sei. Viele Einstellungen wirkten, als seien sie Gemälden von Caspar David Friedrich nachempfunden, wenn auch ohne jede Romantik. Der Film, der eine düstere Geschichte in ebensolcher Landschaft erzählt, verzichte auf die Genre-üblichen Sympathieträger; einige Figuren erweckten allenfalls Mitgefühl.
Ähnlich urteilte Kurt Sagatz, der auf Tagesspiegel.de meinte, dass dieser Landkrimi trotz oder gerade wegen der düsteren Stimmung Abwechslung zur gewohnten Krimikost böte. Niemand wirke hier rundum sympathisch, Mitleid sei vielmehr das höchste der Gefühle.
Der österreichische Krimi nutze die spätherbstliche Atmosphäre zum Stimmungsaufbau und überzeuge auch mit einer unkonventionellen Musik, schreibt der Filmdienst. Der Krimi-Aspekt entfalte sich eher gebremst, „während einige der Provinzler stark überzeichnet erscheinen“.

### Einschaltquote
In Österreich verfolgten den Film bei Erstausstrahlung im ORF 902.000 Zuschauer, der Marktanteil lag bei 27 Prozent. Damit wurde ein neuer Höchstwert der Landkrimi-Reihe erreicht, bis dahin hatte der Film Steirerkind vor Das Mädchen aus dem Bergsee die meisten Zuseher.
In Deutschland sahen den Film bei Erstausstrahlung 4,3 Millionen Personen, der Marktanteil betrug 15,3 Prozent.

## Musik
Das Lied am Ende des Filmes sowie während des Abspanns ist I tua wohl vom Interpreten Herwig Zamernik alias Fuzzman mit dem Wiener Beschwerdechor. Geschrieben wurde das Lied von der Kärntner Poetin Ottilie von Herbert (geb. 1825, gest. 1847) und gilt als erstes Volkslied in Moll.

## Auszeichnungen und Nominierungen
Romyverleihung 2021
- Nominierung in der Kategorie Beste Musik (Herwig Zamernik alias Fuzzman)[17]

Thomas-Pluch-Drehbuchpreis 2021
- Nominierung für Hauptpreis (Pia Hierzegger nach Waidmannsdank von Alexandra Bleyer)
- Auszeichnung mit dem Spezialpreis (Pia Hierzegger)[18][19]

Fernsehfilmfestival Baden-Baden 2021
- Nominierung für den Fernsehfilmpreis der Deutschen Akademie der Darstellenden Künste
- Nominierung für den 3sat-Publikumspreis